# Февраль 2020 года

Список событий февраля 2020 года.

## События
- 1 февраля
  - Мальдивская Республика вернулась в Содружество наций, возглавляемое Великобританией[1].
  - Лидер Палестины Махмуд Аббас объявил, что его администрация прерывает все отношения с Израилем и США — причиной послужил новый план президента США по мирному урегулированию[2].
- 2 февраля
  - Прошла церемония вручения премии BAFTA, лучшим фильмом признана военная драма «1917»[3].
- 3 февраля
  - Национальная прокуратура Нидерландов предъявила обвинения четырем фигурантам дела о крушении малайзийского Boeing рейса МН17 на Украине[4].
  - Индексы основных фондовых бирж материкового Китая (шанхайской Shanghai Composite и SZSE Component в Шэньчжэне) открылись снижением на 8 процентов из-за вспышки коронавируса[5].
  - Пит Буттиджич победил на первых праймериз Демократической партии США в штате Айова[6].
- 5 февраля
  - Минобороны РФ эвакуировало из центра распространения коронавируса в Китае более 140 россиян[7].
- 6 февраля
  - Сенат США оправдал Дональда Трампа по обвинениям в злоупотреблении властью и препятствовании работе Конгресса — дело об импичменте президента закрыто[8].
  - 559-й космонавт мира и 343-й астронавт США Кристина Кук, проведшая в космосе рекордные для женщин 328 дней 14 часов 36 минут, вернулась на Землю в составе экипажа Союз МС-13 вместе с россиянином Александром Скворцовым, и итальянцем Лукой Пармитано[9].
- 7 февраля
  - В селе Масанчи Кордайского района Жамбылской области произошёл межэтнический конфликт между казахами и дунганами. 8 человек погибли, 40 ранены, 30 домов и 23 автомобиля сожжены[10][11][12].
- 8 февраля
  - Стрельба в Накхонратчасиме (Таиланд). Погибли 30 человек, включая подозреваемого.
- 9 февраля
  - В Лос-Анджелесе вручили премии «Оскар», впервые в истории киноакадемии главную премию получил фильм не на английском языке, им стала лента «Паразиты» южнокорейского режиссёра Пон Чжун Хо, удостоенного также наград за лучшую режиссуру и сценарий[13].
- 10 февраля
  - В Риме (Италия) стартовал чемпионат Европы по спортивной борьбе[14].
  - Запуск автоматического космического аппарата для исследования Солнца Solar Orbiter с космодрома на мысе Канаверал во Флориде ракетой-носителем Atlas V[15].
  - Приволжский окружной военный суд вынес приговор семерым фигурантам дела «Сети», обвиняемые — левые активисты из Пензы и Петербурга получили сроки от 6 до 18 лет за создание террористического сообщества[16].
- 11 февраля
  - Вашингтон по дипломатическим каналам сообщил в Москву об обеспокоенности, причина которой — слежка за американским военным спутником USA-245, производимая российским военным спутником «Космос-2542»[17].
- 13 февраля
  - Камбоджа приняла круизный лайнер «Вестердам», который ранее отказались принять пять стран из-за опасений насчёт коронавируса[18].
- 14 февраля
  - Агентство РИА Новости со ссылкой на агентство Синьхуа сообщило, что примененная китайскими врачами методика переливания плазмы переболевших коронавирусом 2019-nCoV доказала свою эффективность для лечения зараженных пациентов[19].
- 16 февраля
  - Сборная России по спортивной борьбе на проходящем чемпионате Европы в Риме (Италия) заняла первое общекомандное место по всем трём стилям борьбы[20].
- 17 февраля
  - Россия и Турция продолжили проведение совместного патрулирования на севере Сирии[21].
- 18 февраля
  - В защиту фигурантов по делу «Сети» выступили журналисты, писатели, деятели искусства, музейные работники, режиссёры, актёры, мультипликаторы, педагоги, психологи, студенты, общественные наблюдатели, муниципальные депутаты Санкт-Петербурга, учёные и книготорговцы[22].
  - В Турции прокуроры выдали 695 ордеров на задержание подозреваемых сторонников проживающего в США оппозиционного богослова Фетхуллаха Гюлена[23].
  - В иракской пещере Шанидар, где было найдено первое «цветочное захоронение» неандертальца, учёные впервые за четверть века нашли новые останки этих древних людей, захороненных с соблюдением схожих погребальных обрядов[24].
- 19 февраля
  - Единогласно одобренный сенаторами штата Юта законопроект переводит многожёнство из преступления в правонарушение, по сути декриминализируя его[25].
- 20 февраля
  - Начался 70-й Берлинский кинофестиваль[26].
  - В ходе стрельбы в Ханау (Германия) погибло 11 человек[27].
  - Турецкая армия и её «прокси» в Сирии начали наступление на Идлиб: было атаковано село Найраб в 10 километрах от города, по позициям наступающих был нанесён удар российских бомбардировщиков[28].
- 23 февраля
  - Президент России Владимир Путин во время выступления на торжественном концерте по случаю Дня защитника Отечества рассказал о планах оснащения армии и флота новейшим лазерным и гиперзвуковым вооружением[29].
  - Вспышка COVID-19:
    - Власти Италии заявили о резком росте числа заболевших новой коронавирусной инфекцией в стране — зафиксированы 152 случая заболевания и три смертельных исхода[30], министерство здравоохранения Хорватии приняло решение усилить контроль на границе с Италией[31].
    - Армения и Турция временно закрыли границу с Ираном из-за распространения коронавирусной инфекции в исламской республике[32].

  - Президент непризнанной Турецкой Республики Северного Кипра Мустафа Акынджи резко выступил против Анкары, назвав увеличивающееся влияние турецкого правительства Реджепа Эрдогана угрозой для острова[33].
  - В Индии начались столкновения мусульман и индуистов, в результате погибли 20 человек. Поводом для столкновений стали поправки к закону о гражданстве Индии, который дает гражданство беженцам, представляющим все основные религии Юго-Восточной Азии, кроме ислама[34].
- 24 февраля
  - Президент США Дональд Трамп в ходе визита в Индию презентовал предложение войти Индии в альтернативный китайскому «Шёлковому пути» проект Корпорации частных зарубежных инвестиций США (US Overseas Private Investment Corporation) в партнерстве с министерствами иностранных дел и торговли Австралии и Японским банком международного сотрудничества «Голубая точка» (Blue Dot Network), который должен стать всемирно признанной системой оценки и сертификации дорог, портов и мостов в основном в Индо-Тихоокеанском регионе[35].
  - Самые богатые люди мира потеряли 139 миллиардов долларов из-за опасений на фондовых рынках, что коронавирус ударит по мировой экономике[36].
  - Присяжные в Нью-Йорке признали кинопродюсера Харви Вайнштейна виновным по двум эпизодам: изнасилование и преступные действия сексуального характера[37].
- 25 февраля
  - Правоохранительные службы Испании поместили в карантин не менее тысячи постояльцев отеля на острове Тенерифе, где у прибывшего из Италии туриста диагностировали коронавирус[38].
  - Обнаружено первое многоклеточное животное, у которого полностью отсутствуют митохондрии, не нуждающееся в кислороде для дыхания[39].
- 26 февраля
  - Мария Шарапова — одна из десяти теннисисток, побеждавших на всех четырёх турнирах «Большого шлема» — объявила об уходе из большого спорта[40].
  - Совершено покушение на блогера Тумсо Абдурахманова, известного своей критикой официальных властей Чечни[41].
- 28 февраля
  - По меньшей мере 33 турецких военных погибли и 32 получили ранения в результате авиаудара правительственных войск Сирии в провинции Идлиб, в ответ войска Турции нанесли удар по конвою сирийских войск на востоке этой провинции[42].
  - В Гонконге начались аресты лидеров протестного движения, не прекращающегося с марта 2019 года[43].
  - Основатель и акционер «Тинькофф банка» Олег Тиньков был привлечён к участию в судебных слушаниях, инициированных Налоговым управлением США[44].
- 29 февраля
  - Президент Турции Реджеп Эрдоган заявил, что откроет для беженцев из Сирии границу с Евросоюзом[45]. Это заявление было сделано на фоне продолжающегося наступления войск Башара Асада при поддержке войск Ирана и России на Идлиб — один из последних форпостов сирийской оппозиции[46].
  - В Москве и Санкт-Петербурге прошёл очередной марш памяти оппозиционного политика Бориса Немцова[47].
  - Президент Объединенной партии сынов земли Малайзии Мухиддин Яссин назначен премьер-министром страны[48].